# Nouvelle vague

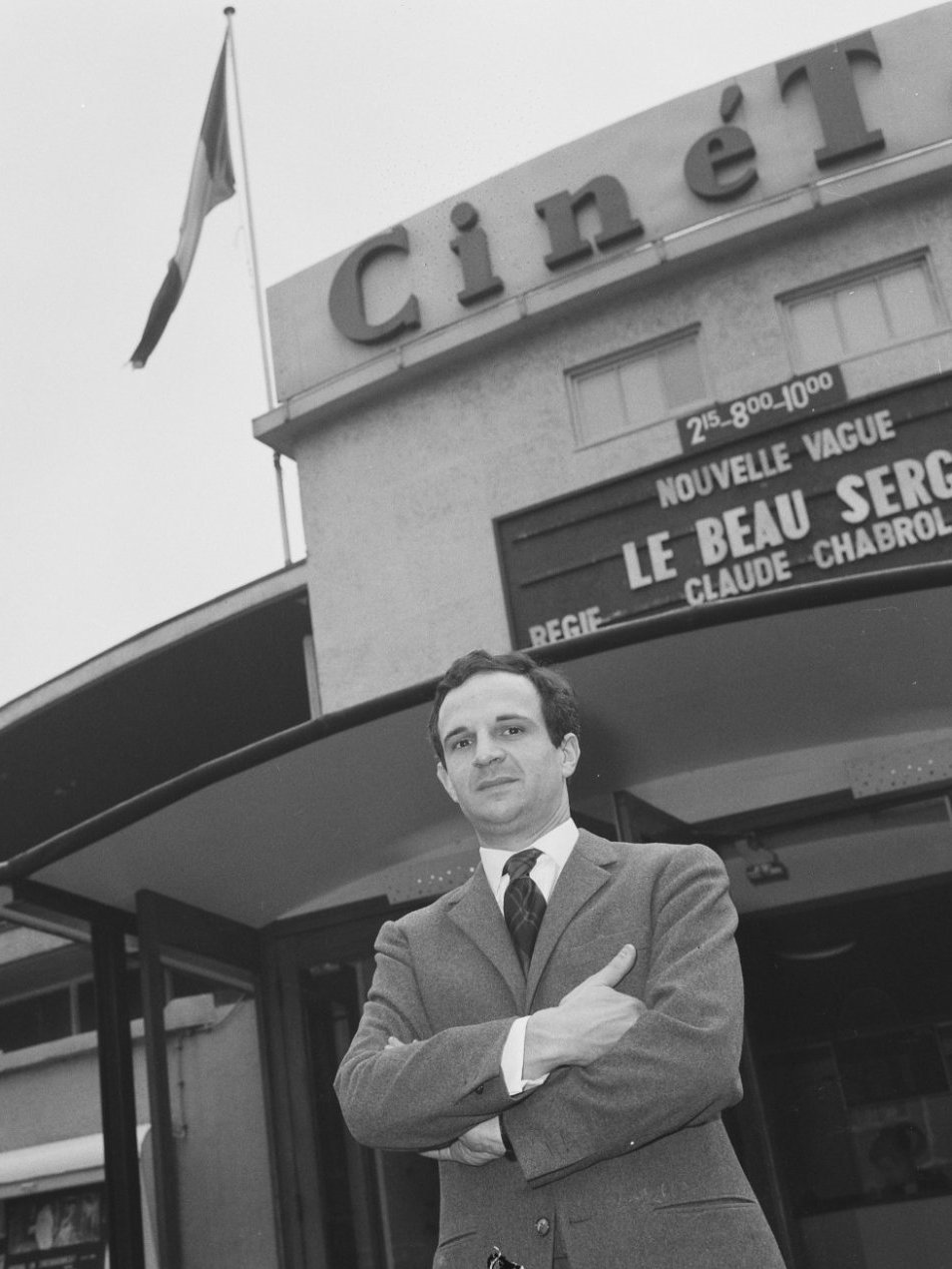
François Truffaut el 15 de marzo de 1965 posando delante de la sala «CinéTol», Ámsterdam.

Nouvelle vague (/nuˌvɛl ˈvɑɡ/; traducido literalmente del francés, «nueva ola») es la denominación que la crítica, especialmente de la revista Cahiers du Cinéma, utilizó para designar a un nuevo grupo de cineastas franceses de finales de la década de 1950. Surgido como un movimiento de reacción contra las convenciones y estructuras presentes en el cine de masas de ese momento, estos nuevos realizadores postularon como máxima aspiración la libertad de expresión y la libertad técnica en la producción fílmica.
Se considera uno de los más influyentes, internacionales, modernos y perdurables movimientos cinematográficos surgidos en Francia. Entre sus miembros más destacados figuran André Bazin, François Truffaut, Agnès Varda, Jean-Luc Godard, Jacques Rivette, Éric Rohmer, Alain Resnais o Claude Chabrol.

## Desarrollo
El apelativo nouvelle vague surge cuando muchos de los críticos y escritores de la revista especializada Cahiers du Cinéma (Cuadernos de Cine) —fundada en 1951 por André Bazin— deciden incurrir en la dirección de filmes hacia finales de los años cincuenta, tras haber desempeñado la profesión de guionistas durante los años precedentes. Tales son los casos de François Truffaut, Jean-Luc Godard, Jacques Rivette, Éric Rohmer o Claude Chabrol y, sobre todos ellos, su precursor Jean-Pierre Melville.
Entre los referentes que inspiraron a esta «nueva ola» de la producción cinematográfica francesa figura André Bazin del cual los nuevos directores adoptaron la necesidad de retratar la realidad organizando la percepción de las obras de un modo sumamente verosímil en cuanto al desarrollo de las vicisitudes de los personajes. Para Bazin, el realismo es ontológico en el cine, es decir, connatural al carácter automático y mecánico de la reproducción cinematográfica, y las películas que mejor lo interpretan y que más se aproximan a la esencia del cine son aquellas que reducen al mínimo las intervenciones manipuladoras y artificiales.
De manera similar, en 1948, el director y crítico de cine Alexandre Astruc proclamó un nuevo estilo fílmico, la «caméra-stylo»; se trata de un cine de autor, en el que el director tenía que encontrarse creativamente por encima de todo y la película tenía que nacer de él: «Si el escritor escribe con una pluma o un bolígrafo, el director escribe con la cámara». Todas estas ideas supusieron, para los autores de la nouvelle vague, nuevas y sugerentes conceptualizaciones teóricas, ya que se habían convertido en verdaderos cinéfilos por haber absorbido innumerables películas en la Cinémathèque française, donde los conceptos de «autor» y «autoría» gozaban de gran capital simbólico. Además y en la misma línea de «director-autor», tras la finalización de la Segunda Guerra Mundial en Francia, las películas procedentes del extranjero de realizadores como Alfred Hitchcock, Orson Welles o Howard Hawks comenzaron a llegar a las salas de cine.
Un aspecto fundamental que impulsó el cambio en el cine francés es el hecho de que en 1962, terminada la guerra de independencia de Argelia, Charles De Gaulle, presidente de la República, nombró ministro de cultura a André Malraux, quien promovió una legislación proteccionista favorable a los cineastas noveles y al cine de calidad.
Además, en esa época se constituye una nueva ola de espectadores cinéfilos, formados en la asistencia a cineclubs, que se hallan dispuestos a acoger toda novedad en el terreno cinematográfico. Una encuesta sobre la juventud francesa permitió a la periodista Françoise Giroud hablar en diciembre de 1957 de una nouvelle vague, acuñando este término que denomina el cambio de postura de cineastas como Godard, Truffaut o Resnais.
La nouvelle vague comienza a tomar forma en 1958 cuando Claude Chabrol dirige dos películas gracias al dinero que su mujer obtiene de una herencia. Pero serán dos películas, una de Truffaut Los 400 golpes (Les Quatre Cents Coups, 1959) y otra de Resnais Hiroshima, mon amour (1959), que despertaron la atención y sentenciaron el advenimiento de un nuevo fenómeno cinematográfico —Resnais con el tiempo sería más vanguardista que la nouvelle vague—. El proceso de consolidación del movimiento quedó de manifiesto en el Festival de Cannes de 1959 donde destacaron varias cintas influyentes: Truffaut recibió el premio a la dirección por Los 400 golpes, Resnais obtuvo un gran éxito con Hiroshima, mon amour, y la película galardonada con la Palma de Oro fue Orfeo negro de Marcel Camus.
Las películas surgidas durante 1959 se caracterizan por su espontaneidad, con grandes dosis de improvisación, tanto en el guion como en la actuación; con iluminación natural, se rodaban fuera de los estudios, con muy pocos medios; pero rebosantes de entusiasmo, atravesadas por el momento histórico en todas las tramas. Las historias solían ser cantos a la plenitud de la vida, el deseo de libertad como valor central en todas sus dimensiones, y un nuevo modo de asumir la adultez desde la óptica de un espíritu joven (juvenilismo).
Este grupo de cineastas surgió en contraposición con el cine de calidad (cinéma de qualité), anquilosado en las viejas glorias francesas. Por ejemplo, François Truffaut arremetió en la revista Cahiers du Cinéma contra el cinéma de qualité francés y contra su pretendido realismo psicológico en un artículo titulado “Una cierta tendencia del cine francés”. Truffaut protesta por la abrumadora y dominante tendencia literaria del cine francés, que es más un cine de guionistas que de realizadores. Paradójicamente, estos nuevos autores obtuvieron su sitio en la industria, siendo el caso de François Truffaut el más evidente, así como también el de Claude Chabrol. Sin embargo, a pesar de haber penetrado en la industria cinematográfica, estos cineastas nunca dejaron de producir un cine muy personal y notoriamente alejado de los gustos dictados por las modas. 
Frente a ellos se erigió al mismo tiempo otro movimiento, discutiblemente enmarcado en la nouvelle vague, llamado Rive Gauche, que surgió a la vera de la revista Positif con cineastas teóricamente más vanguardistas como Alain Resnais, Chris Marker y los escritores Marguerite Duras y Alain Robbe-Grillet. Este movimiento se caracteriza por ser más retórico, literario, elaborado y cuidadoso que el de sus colegas de la nouvelle vague. Destacan los primeros filmes de Resnais: Hiroshima, mon amour (1959), El año pasado en Marienbad (L'Année dernière à Marienbad, 1961) y Te amo, te amo (Je t'aime, je t'aime, 1968); el mediomertaje de ciencia ficción La jetée (1962) de Marker, Trans-Europ-Express (1966) de Robbe-Grillet e India Song (1975) de Duras.

## Características
Los jóvenes realizadores e impulsores de la nouvelle vague se caracterizaron por:
- Poseer un bagaje cultural cinematográfico importante, obtenido en las Escuelas de Cine y en la Cinemateca Francesa.
- Forjar su estilo a través de la crítica en la revista Cahiers du Cinéma. Se trataba de verdaderos cinéfilos, y sus películas se colmaron de referencias y citas de homenaje a sus realizadores más admirados, sobre los que incluso han escrito libros.
- Defender el cine de directores como Howard Hawks, John Ford, Alfred Hitchcock, Samuel Fuller, etc., así como también el cine realista y visual de Jean Renoir, Robert Bresson, Jacques Tati, Max Ophuls, etc.
- La preparación teórica y el deseo de renovar el cine les impulsó a redescubrir la “mirada” de la cámara y el poder creador del montaje, pues se reconocían férreos admiradores de Orson Welles.
- Tratar en sus películas la condición humana desoladoramente aislada en el marco de la sociedad pequeño burguesa de la posguerra.
- Considerar el cine como una especie de autoconocimiento personal, por lo que en sus películas aparecen claras referencias personales.

Las innovaciones técnicas y los bajos costes de los instrumentos necesarios para la realización de filmes contribuyeron a la emergencia de esta corriente. Las cámaras ligeras de 8 mm y 16 mm (formatos no profesionales) y las nuevas emulsiones más sensibles hicieron posible que se rodara sin iluminación artificial, cámara al hombro y en locaciones naturales, es decir, sin necesidad de montar grandes escenografías en monumentales estudios cinematográficos. Ello conduce a un estilo de reportaje, con tomas largas, forma despreocupada y una duración de rodaje que se reduce a unas pocas semanas. Aportan un nuevo uso de la fotografía, en blanco y negro, que se sirve en interiores de una iluminación indirecta, rebotada, para generar así un ambiente realista al estilo de las iluminaciones difusas de Murnau, lo que permite rodar con ligereza y que la cámara siga a los actores de forma más natural. Su técnica es casi artesanal, con un equipo técnico reducido, sin estrellas importantes y con una interpretación improvisada por actores jóvenes. En suma, es un cine realista, bajo la influencia del neorrealismo italiano y del lenguaje televisivo, que trata sobre temas morales aunque no hurgue en las causas del comportamiento de los personajes.
En definitiva, la contribución de la nouvelle vague supone una enérgica renovación del lenguaje cinematográfico al redescubrir la capacidad de la “mirada” de la cámara, el poder creador del montaje y otros recursos caídos en desuso. Su aportación sirve para reafirmar la noción de cine “de autor” y para introducir la inventiva en los métodos de trabajo, sacando provecho de las novedades técnicas, como cámaras ligeras, emulsiones hipersensibles, lámparas sobrevoltadas, iluminación por reflexión, y afinando y enriqueciendo las posibilidades expresivas del lenguaje cinematográfico.

## El lenguaje cinematográfico
El cambio que se supone que marcó la nouvelle vague en el mundo del cine fue la alternativa tanto estética, la manera de producir, como en el contenido de los filmes. La Nueva Ola cambió la percepción de realidad a través del cine. Mientras en las filmes clásicos se trataba de rodar películas para representar una historia determinada, en los filmes modernos se rueda para mostrar el sentido de una realidad opaca. A través de la metodología y las técnicas de estos cineastas se obtienen unas imágenes inestables que comprenden contradicciones y también mucho más expresivas que representativas. 
Las películas de este movimiento eran normalmente de bajo presupuesto, gracias a varias leyes que aportó el Estado, el cual propuso una nueva manera de producir que no necesitaba grandes cantidades de dinero. A pesar de que las salas de los cines franceses estaban cada vez más vacías debido a otras leyes y el aumento de precio de las entradas, el presupuesto para realizar las películas acabó bajando de forma que se podían realizar 5 películas al precio de una.
Según Godard, la nouvelle vague era un tipo de cine puro y verdadero, del que podemos analizar muchas partes, pero del que llegamos a la primera conclusión es que la directriz más importante de su lenguaje y de la pura esencia era la libertad de movimiento de los directores en ámbitos de cámara y de la narración. Si bien es cierto que todas las historias ya han sido explicadas, también lo es que se puede cambiar la manera de hacerlo, esto es lo que viene a decir Godard. La nouvelle vague intenta film tras film innovar en ámbito de la imagen fílmica, pero también en la narración de las historias, explicar historias de amor, de comedia, pero de forma que el espectador no las reconociera o atribuyera a las historias que ya habían sido filmadas anteriormente. 
La libertad es primordial en el movimiento por la gran importancia que tenía el contexto político y social en este. La guerra de Argelia y los hechos de mayo de 1968 fueron puntos claves para que los directores cinematográficos tuvieran un claro objetivo que mostrar en sus filmes: la búsqueda de la libertad “personal” con la que podemos relacionar, con un tipo de metáfora, en la necesidad de la liberación de la sociedad encadenada en un sistema capitalista que no hacía más que convertir a las personas en mercancías y en la sociedad del espectáculo (como denomina Debord). La libertad de acción del cine de la nouvelle vague emprende un cine totalmente diferente a todo el que se había creado anteriormente, a pesar de que evidentemente encontramos referentes como Hitchcock u otros; es una manera de romper con los esquemas del cine clásico.
El montaje se caracterizó por la discontinuidad, donde la temporalidad de las acciones y de las escenas era mucho más compleja y el orden de los planos estaba alterado. Dando así una nueva perspectiva más retorcida, pero más realista. A diferencia del que era el montaje tradicional, que pretendía pasar desapercibido. Godard pretende atraer la atención del espectador sobre el proceso de filmación que empleaba. 
Los planos más frecuentados fueron claves para mostrar un realismo que el espectador pueda captar y sentir. 
- Plano detalle
- Picado
- Contrapicado
- Plano Secuencia

Otra de las características más importantes en el rodaje es que este era casi siempre en exteriores o interiores mucho más naturales; este hecho daba un estilo que era más similar al reportaje. Este aspecto también daba la opción a la cámara de poder moverse con una mayor amplitud y crear nuevos espacios cinematográficos. El efecto de exterior daba más luminosidad a la escena de forma que el espectador podía sentirse más cerca a esta, poder adentrarse más en los detalles mostrados y alejarse de la artificialidad que mostraban muchas de las escenas en lugares interiores con decorados preparados.
Los nuevos movimientos de cámara como son el travelling o la panorámica, que introdujeron los directores de la nouvelle vague, quedaron más subrayados y aumentó la fluidez de este nuevo lenguaje puesto que daba libertad y realidad a las imágenes, superponiéndose a la superficialidad e irrealidad del cine clásico. Una nueva manera de acercar la película al espectador y a la inversa.
El travelling era una manera de grabar en que el espectador podía adentrarse dentro de la escena, el movimiento permitía transmitir esta sensación de movimiento en el receptor de la imagen haciendo así que la recepción del mensaje fuera la adecuada. La panorámica brindaba la oportunidad de mostrar toda la escena, sin restringirse sólo en la parte a la que llegaba el objetivo de la cámara. El espectador podía apreciar todos los elementos que jugaban y actuaban en la escena.
También introducen una nueva perspectiva de la fotografía en blanco y negro que aporta una iluminación indirecta en los interiores, cuando las imágenes no estaban grabadas en exteriores, generando así un ambiente más realista. Estas técnicas trataban de enviar la luz hacia una placa de aluminio que se situaba normalmente al techo, consiguiendo que rebotara de forma suave sobre los actores y que también iluminara todas las partes de la estancia sin sombras muy violentas. Además, las nuevas cámaras ofrecían una gran calidad de imagen, aunque la iluminación no fuera directa o artificial. 
Por último, el uso de un nuevo aparato llamado magnetófono, concepto el cual apareció por primera vez anunciado en el número 63 de Cahiers du Cinéma, multiplicó el uso de la presa de sonido directo. De este modo el micrófono adquiría mayor libertad para poder captar ruidos de varios lugares: desde voces de los personajes hasta cantos de los pájaros más lejanos. Gracias a los bajos costes de estos nuevos aparatos los productores no tuvieron gran problema en poder financiarlos. Además de la mejora del sonido, también hay que dar relevancia a la voz en off que a menudo se mostraba en los filmes y también la música que se sentía en estos. 
La voz en off en una gran parte de los filmes era una manera de recurrir al sentimiento y a la percepción del espectador de forma que podía llegar a introducirse en su mente como un tipo de narración de las imágenes cinematográficas.

## Principales autores y actores
| Los principales cineastas de la nouvelle vague son, por orden alfabético: - André Bazin - Claude Chabrol - Jacques Demy - Jean-Luc Godard - Louis Malle - Alain Resnais - Jacques Rivette - Éric Rohmer - François Truffaut - Agnès Varda | Los principales actores de la nouvelle vague son: - Stéphane Audran - Charles Aznavour - Jean-Paul Belmondo - Jean-Claude Brialy - Claude Jade - Anna Karina - Bernadette Lafont - Jean-Pierre Léaud - Jeanne Moreau - Michel Piccoli - Maurice Ronet - Jean Seberg - Delphine Seyrig - Anne Wiazemsky |

## Películas
- La Pointe-Courte (1954) de Agnès Varda.
- El bello Sergio (Le beau Serge, 1958) de Claude Chabrol.
- Los 400 golpes (Les quatre cents coups, 1959) de François Truffaut.
- Hiroshima mon amour (1959) de Alain Resnais.
- Al final de la escapada / Sin aliento (À bout de souffle, 1960) de Jean-Luc Godard.
- Un juego para seis amantes (L'eau à la bouche, 1960) de Jacques Doniol-Valcroze.
- Paris nous appartient (1961) de Jacques Rivette.
- Jules y Jim (Jules et Jim, 1961) de Truffaut.
- Vivir su vida (Vivre sa vie: Film en douze tableaux, 1962) de Godard.
- El descanso del guerrero (Le répos du guerrier, 1962) de Roger Vadim.
- Cleo de 5 a 7 (Cléo de 5 à 7, 1962) de Varda.
- El fuego fatuo (Le feu follet, 1963) de Louis Malle.
- La guerra ha terminado (La guerre est finie, 1966) de Resnais.
- La coleccionista (La collectionneuse, 1967) de Éric Rohmer.
- Besos robados / La hora del amor (Baisers volés, 1968) de Truffaut.
- Mi noche con Maud (Ma nuit chez Maud, 1969) de Rohmer.
- Domicilio conyugal (Domicile conjugal, 1970) de Truffaut.
- El amor después del mediodía (L'amour, l'après-midi, 1972) de Rohmer.